# Rhodamnia tessellata
Rhodamnia tessellata là một loài thực vật có hoa trong Họ Đào kim nương. Loài này được Steenis ex A.J.Scott miêu tả khoa học đầu tiên năm 1979.